# Spreegletscher
Der Spreegletscher ist ein Gletscher im ostantarktischen Viktorialand. Er fließt südöstlich des Shafer Peak steil aus der Deep Freeze Range in südlicher Richtung zum Priestley-Gletscher.
Wissenschaftler der deutschen Expedition GANOVEX IV (1984–1985) benannten ihn nach der Spree, einem Nebenfluss der Havel.